# Iglesia de Caguach
La Iglesia de Caguach es un templo católico situado en la isla Caguach, en la comuna chilota de Quinchao en la Región de Los Lagos, Zona Sur de Chile.
Forma parte del grupo de 16 iglesias de madera de Chiloé calificadas como Monumento Nacional de Chile y reconocidas como Patrimonio de la Humanidad por la Unesco.
En 1919 la antigua Iglesia de Caguach fue destruida por completo durante un incendio, por lo que ésta volvió a construirse totalmente en 1925 por los pobladores de la comuna, en madera, como la original, siendo el tercer templo levantado en Caguach.
Su santo patrón es, al igual que el de la Iglesia de Aldachildo Jesús Nazareno, cuya fiesta se celebra el 30 de agosto y el tercer domingo de enero. Esta es la fiesta religiosa más importante del Archipiélago de Chiloé, siendo establecida originalmente en 1778 e impulsada por el misionero franciscano español Fray Hilario Martínez. La imagen representa a Jesús durante la "Pasión", cargado con la cruz y vestido con un manto púrpura y una corona de espinas.

## Características arquitectónicas
La Iglesia de Caguach tiene 32 metros de largo y 12.50 metros de ancho. La altura de la nave central es de 8.70 metros, mientras que la altura de la nave lateral es de 5.83 metros aproximadamente. Su torre posee una altura de 18.50 metros.[cita requerida]
La Iglesia está asentada sobre piedras y la mayor parte de su estructura es de madera nativa, como en todas las iglesias de la escuela chilota de arquitectura religiosa. La obra gruesa es de madera de coihue y ciprés de las Guaitecas, el revestimiento interior es de alerce y tepa, el piso es de mañío y tepa, y la techumbre es de tejuelas de alerce, lo mismo que el revestimiento exterior.[cita requerida]